# Suzana Milosavljević
Suzana Milosavljević je hrvatska rukometašica iz Splita. Igrala je za jugoslavensku reprezentaciju.